# Spinduizendpoot
De spinduizendpoot (Scutigera coleoptrata) is een lid van de duizendpotigen (Myriapoda). Hij heeft een opvallende verschijning, zoals vijftien paar poten, en komt oorspronkelijk voor rond de Middellandse Zee. Het is een klein roofdiertje dat vaak te vinden is in slaapkamers en badkamers waar hij zich erg snel uit de voeten kan maken.

## Kenmerken
De potenparen aan de achterzijde zijn langer dan die aan de voorzijde. Het voorste potenpaar is zeer kort, het achterste paar is juist zeer lang en dun; deze twee laatste poten dienen als tastorgaan. Ook de antennes zijn zeer lang en dun, waardoor de voor- en achterzijde wat op elkaar lijken. De ogen van het dier zijn echter goed te zien. Soorten uit de orde Scutigeromorpha hebben als enige van alle duizendpotigen samengestelde ogen, die beter zijn ontwikkeld. 
De kleur is lichtbruin tot bruingrijs, op de bovenzijde zijn drie donkere lengtestrepen zichtbaar. De lengte van het lijf zonder poten van een volwassene is meestal ongeveer 2,5 tot bijna 4 centimeter, inclusief poten is dat zo’n 8 centimeter. Uiteindelijk kunnen ze tot zo’n 20 centimeter lang worden, inclusief poten, als ze lang genoeg blijven leven.

## Voortplanting
Scutigera coleoptrata plant zich voornamelijk in het voorjaar voort. Het vrouwtje legt tussen de 60 en 150 eieren. De larven die uit de eieren komen hebben nog maar vier paar poten. Na meerdere vervellingen komen de larven uiteindelijk uit op een volwassen dier met vijftien paar poten. Zo af en toe komt er ook een exemplaar voor dat een poot mist; net als andere geleedpotigen laten de poten los als ze worden vastgepakt, dit wordt autotomie genoemd. De levensverwachting is enkele jaren.

## Voeding
De dieren komen vermoedelijk op eten af, aangezien ze vaak in huizen worden aangetroffen. Scutigera coleoptrata jaagt bovendien, net zoals alle duizendpoten, op kleine andere ongewervelden. De exemplaren die in huis leven jagen vaak op dieren die als onhygiënisch of schadelijk worden beschouwd, bijvoorbeeld termieten, kakkerlakken, zilvervisjes en bedwantsen. De Scutigera steekt zijn prooi in het hoofd via zijn gemodificeerde voorpoten en spuit die in met gif. Over het algemeen is de Scutigera ongevaarlijk voor mensen, en bovendien nachtactief waardoor confrontaties zeldzaam zijn. Ze kunnen wel steken bij aanraking wanneer ze zich bedreigd voelen. Het effect is vergelijkbaar met de steek van een bij.

## Verspreiding
Ook al komt Scutigera coleoptrata oorspronkelijk uit de gebieden rond de Middellandse Zee, het verspreidingsgebied heeft zich de afgelopen 150 jaar flink uitgebreid. Verder noordelijk in Europa komt de soort ook al voor. Ook wordt het beestje sinds de 19e eeuw gevonden in de tropen van Midden- en Noord-Amerika.
De diertjes geven de voorkeur aan donkere ruimten, vandaar dat men ze vaak vindt in badkamers en slaapkamers. Als ze buiten leven is het vaak in een vochtige omgeving, zoals tussen bladafval of stapels brandhout.